# Liste der Biografien/Muy
Liste der Biografien |
Portal Biografien |
Personensuche
# |
A |
B |
C |
D |
E |
F |
G |
H |
I |
J |
K |
L |
M |
N |
O |
P |
Q |
R |
S |
T |
U |
V |
W |
X |
Y |
Z |
?
 
Ma |
Mb |
Mc |
Md |
Me |
Mf |
Mg |
Mh |
Mi |
Mj |
Mk |
Ml |
Mm |
Mn |
Mo |
Mp |
Mq |
Mr |
Ms |
Mt |
Mu |
Mv |
Mw |
Mx |
My |
Mz
 
Mua |
Mub |
Muc |
Mud |
Mue |
Muf |
Mug |
Muh |
Mui |
Muj |
Muk |
Mul |
Mum |
Mun |
Muo |
Mup |
Muq |
Mur |
Mus |
Mut |
Muu |
Muv |
Muw |
Mux |
Muy |
Muz
Die Liste der Biografien führt alle Personen auf, die in der deutschsprachigen Wikipedia einen Artikel haben. Dieses ist eine Teilliste mit 20 Einträgen von Personen, deren Namen mit den Buchstaben „Muy“ beginnt.

## Muy

### Muyb
- Muybridge, Eadweard (1830–1904), englischer Fotograf und Pionier der FototechnikEadweard Muybridge (1830–1904)

Eadweard Muybridge (1830–1904)

### Muyd
- Muyden, Berthold van (1852–1912), Schweizer Politiker
- Muyden, Jacques Alfred van (1818–1898), Schweizer Landschafts-, Genre- und Porträtmaler
- Muyden, Jarfke van der, ostfriesischer Bauer oder Fischer
- Muyden, Johannes van (1652–1729), niederländischer Jurist

### Muye
- Muyengo Mulombe, Sébastien (* 1958), kongolesischer Geistlicher, römisch-katholischer Bischof von Uvira

### Muyi
- Muyinda, Evaristo (1916–1993), ugandischer Musiker

### Muyl
- Muylaert, Anna (* 1964), brasilianische Drehbuchautorin und Filmregisseurin
- Muyldermans, Joseph (1891–1964), belgischer katholischer Patristiker
- Muylle, Albert (* 1910), belgischer Radrennfahrer
- Muylle, Nathalie (* 1969), belgische Politikerin

### Muyo
- Muyock, Aomi (* 1989), Schweizer Schauspielerin und Model
- Muyongo, Mishake (* 1940), namibischer Separatistenführer in der Region Caprivi in Namibia

### Muys
- Muys, Horst (1925–1970), deutscher Schlagersänger und Kölner Karnevalist
- Muyser, Jacob (1896–1956), katholischer Priester, Ordensmann und Liturgiewissenschaftler
- Muyshondt, Ernesto (* 1975), salvadorianischer Geschäftsmann und Politiker
- Muysken, Pieter (1950–2021), niederländischer Linguist

### Muyt
- Muyters, Tom (* 1984), belgischer Fußballtorhüter
- Muytjens, Olivier (* 1981), belgischer Autorennfahrer

### Muyz
- Muyzers, Peter, Spezialeffektkünstler